# Fenna
Fenna ist ein weiblicher Vorname.

## Herkunft und Bedeutung
Für den Namen Fenna existieren drei mögliche Herleitungen:
- Kurzform von Aleferna[1][2]
- Kurzform von Namen mit dem Element frid „Frieden“, „Schutz“, „Freundschaft“[2][3][4]
- von altfriesisch femne „Magd“, „Jungfrau“[2][5]

## Verbreitung
Der Name Fenna ist vor allem in den Niederlanden verbreitet. Dort hat er sich unter den 100 beliebtesten Mädchennamen etabliert. Im Jahr 2013 erreichte er mit Rang 6 seine bislang höchste Platzierung. Im Jahr 2020 belegte er Rang 40 der Hitliste.
Auch in Belgien kommt der Name immer wieder vor. Von 2013 bis 2015 platzierte er sich in den Top 100 der Vornamenscharts.
In Deutschland ist der Name nicht sehr häufig, wird jedoch vor allem in Niedersachsen häufig vergeben. In der Region Nordwest-Niedersachsen belegte der Name im Jahr 2020 Rang 93 der Hitliste. Auch im  Münsterland ist der Name verbreitet.

## Varianten
- Friesisch: Fenne, Fenneke, Fenja, Fenje, Femke, Famke
- Niederländisch: Fenne, Fenneke, Femke, Famke
- Männliche Varianten: Fen, Femme

## Namensträgerinnen
- Fenna Kalma (* 1999), niederländische Fußballspielerin
- Fenna Kügel-Seifried, deutsche Gesangslehrerin und Professorin an der Hochschule für Musik und Theater München
- Fenna Vergeer-Mudde (* 1946), niederländische Politikerin (SP)